# Luricocha (distrito)
Luricocha é um distrito do peru, departamento de Ayacucho, localizada na província de Huanta.

## Transporte
O distrito de Luricocha é servido pela seguinte rodovia:
- AY-100, que liga a cidade de Canayre ao distrito
- PE-3S, que liga o distrito de La Oroya à Ponte Desaguadero (Fronteira Bolívia-Peru) - e a rodovia boliviana Ruta 1 - no distrito de Desaguadero (Região de Puno)[1][2][3]